# 應胤入道親王
應胤入道親王（1521年10月26日—1598年6月20日），俗名貞齊、尊悟，是日本戰國時代的入道親王，生父母是伏見宮貞敦親王和藤原香子，同時為後奈良天皇的猶子；他也是天台宗的天台座主和三千院的門跡。

## 履歷
天文十年（1541年）受親王宣下，賜名貞齊，後來改為尊悟，次年（天文十一年、1542年）出家，法號應胤。後來在天文二十二年（1538年）至元龜元年（1570年）就任第165世天台座主，辭職後還俗，號蜻菴，最後於慶長三年（1598年）去世，院號後龍禪院。